# Dig a Pony
Pistes de Let It Be… Naked
Get Back For You Blue 
Pistes de Let It Be
Two of Us
(1) Across the Universe
(3)
Dig a Pony est une chanson des Beatles, composée par John Lennon, quoique créditée Lennon/McCartney comme à l'habitude. Ce blues, aux paroles décousues et improvisées en studio, est l'avant-dernière chanson jouée par les Beatles lors de leur dernier concert qui a lieu sur le toit des bureaux d'Apple, le 30 janvier 1969. Elle paraît pour la première fois le 8 mai 1970 sur l'album Let It Be produit par Phil Spector et beaucoup plus tard sur Let It Be… Naked sorti le 18 novembre 2003 sous l'initiative de Paul McCartney. Contrairement à quelques autres titres de l'album d'origine sur lesquels le producteur a modifié les arrangements, Spector n'y avait fait aucun ajout, mais coupe un vers en intro et en finale. Cette modification conservée, les deux albums contiennent donc sensiblement le même enregistrement de la chanson.

## Historique

### Composition
La majorité des paroles n'ont pas de sens mais ce fait est volontaire : John Lennon aimait juste mettre des mots çà et là, afin de les faire s'assembler de la meilleure façon. Par contre, le vers « I roll a stoney / Well, you can imitate everyone you know » fait référence aux Rolling Stones qui, d'après Lennon, avaient tendance à reprendre rapidement les idées des Beatles.

### Enregistrement
Enregistrée sur le toit de leur immeuble, une longue improvisation de la chanson est effectuée par les musiciens qui attendent le signal de départ des techniciens sur place. De celle-ci, quelques secondes ont été utilisée par Phil Spector dans l'introduction de l'enregistrement studio de Get Back qui clôt l'album. Cet ajout, en plus des commentaires de la fin du concert greffés à sa finale au lieu de la coda du single, lui donne maintenant une saveur live.
Le morceau commence par un « faux départ », vu dans le film Let It Be, que Phil Spector retient sur la version originale de l'album, mais qui sera supprimé dans la version « Naked ». On entend le réalisateur du film Michael Lindsay-Hogg discuter avec son équipe : « Rolling ? », « Yeah ! » et il répond « OK ! ». Après un décompte de Harrison, une seule note de guitares et de basse est jouée (un sol), interrompue par Ringo Starr qui crie « Hold it ! » afin qu'il puisse déposer sa cigarette. Lennon effectue des reniflements et on entend alors quelqu'un hors caméra dire « All cleared up ! » suivi de ricanements. Le tout reprend après un second décompte.
Lors des répétitions et sur la version d'origine, on entend en introduction le vers « All I want is... » et en finale « All I want is you » chanté en chœur mais qui seront coupés par Spector pour l'album (de même que pour la version « Naked » plus tard). La version complète est maintenant disponible en streaming sur The Rooftop Performance. Dans le documentaire The Beatles: Get Back, on peut voir que John Lennon est inquiet d'oublier les paroles et demande à l'assistant du groupe, Kevin Harrington, de s'agenouiller devant lui pour lui tenir le porte-bloc contenant les vers. À la toute fin, pendant qu'Harrison joue quelques notes improvisées, on entend Lennon dire « Thank you brothers ! » et commenter que ses doigts commencent à être trop froids pour jouer les accords, ce qui sera omis de la version « Naked ».

### Parution et réception
Cette chanson est placée en 2e position de la face 1 de l'album Let It Be. Jusqu'à sa parution sur CD en 1987, les albums nord-américains affichaient erronément le titre I Dig a Pony.
De toutes les versions de cette chanson disponibles, sur l'album originel ou ses remastérisations de 2009 ou de 2021, sur Let It Be… Naked ou sur Get Back: The Rooftop Performance, on n'entend clairement la partition de piano électrique de Billy Preston que sur « Naked » remixé par Paul Hicks, Guy Massey and Allan Rouse. Pour la répétition entendue sur Anthology 3, enregistrée le 22 janvier, Preston est absent. Il se présente le même jour pour la première fois au studio de Savile Row quelques heures à peine après cet enregistrement.

## Analyse musicale
L'introduction de style blues, commence, sur une tonalité en sol majeur. Après celle-ci, à 0:20, le couplet commence, en tonalité de la majeur. Une deuxième guitare joue les accords. Le refrain (vers 1:00) reprend le jeu de la première guitare de l'introduction. À 2:12, le solo de guitare (la première, là aussi) commence, et finira à 2:30. Enfin, le morceau se conclut sur une reprise de l'introduction. Lennon improvise une succession de hammer-on et de pull-off avec son auriculaire sur l'accord la en finale et Harrison, une petite progression descendante, elle aussi improvisée.

## Fiche technique

### Interprètes
- John Lennon – guitare rythmique, chant
- Paul McCartney – basse, chœurs
- George Harrison – guitare solo
- Ringo Starr – batterie
- Billy Preston – piano électrique

### Équipe de production
- George Martin – producteur
- Glyn Johns – ingénieur du son
- Alan Parsons – ingénieur du son